# 阪口樂
- 阪口楽

阪口 樂（さかぐち うた、2003年6月24日 - ）は、京都府京田辺市出身のプロ野球選手（内野手）。右投左打。北海道日本ハムファイターズ所属。

## 経歴

### プロ入り前
京田辺市立薪小学校5年生のときに軟式野球を始め、京田辺市立田辺中学校では硬式野球のクラブチームであるオール山城ヤングでプレーした。
岐阜第一高等学校に進学し、1年春からベンチ入り。2年夏からエースと4番を務めた。この年は新型コロナウイルスの影響で夏の公式戦が中止となったが、県で行われた独自大会に出場し、帝京大可児とのブロック代表決定戦では加藤翼から本塁打を放った。同年秋は東海大会でベスト4に進出したが、打者としては10打数無安打と不振に終わった。3年夏は岐阜県大会4回戦で海津明誠に敗れ敗退。3年間で甲子園出場はなかった。高校通算27本塁打。その後、2021年9月9日にプロ志望届を提出。今後は野手一本でプレーすることも明言した。10月11日に行われたドラフト会議にて、北海道日本ハムファイターズから4巡目で指名を受けた。11月10日、契約金3500万円、年俸520万円で入団に合意した（金額は推定）。背番号は44。

## 選手としての特徴
鋭いスイングから広角に長打を飛ばす打撃が持ち味。
高校時代に50m走のタイム6秒6、遠投105m、握力は左57、右56を記録している。

## 詳細情報

### 年度別打撃成績
| 年 度     | 球 団     | 試 合 | 打 席 | 打 数 | 得 点 | 安 打 | 二 塁 打 | 三 塁 打 | 本 塁 打 | 塁 打 | 打 点 | 盗 塁 | 盗 塁 死 | 犠 打 | 犠 飛 | 四 球 | 敬 遠 | 死 球 | 三 振 | 併 殺 打 | 打 率 | 出 塁 率 | 長 打 率 | O P S |
| --------- | --------- | ----- | ----- | ----- | ----- | ----- | -------- | -------- | -------- | ----- | ----- | ----- | -------- | ----- | ----- | ----- | ----- | ----- | ----- | -------- | ----- | -------- | -------- | ----- |
| 2022      | 日本ハム  | 3     | 6     | 6     | 0     | 1     | 0        | 0        | 0        | 1     | 0     | 0     | 0        | 0     | 0     | 0     | 0     | 0     | 4     | 0        | .167  | .167     | .167     | .333  |
| 通算：1年 | 通算：1年 | 3     | 6     | 6     | 0     | 1     | 0        | 0        | 0        | 1     | 0     | 0     | 0        | 0     | 0     | 0     | 0     | 0     | 4     | 0        | .167  | .167     | .167     | .333  |

- 2024年度シーズン終了時

### 記録
初記録
- 初出場・初先発出場：2022年7月10日、対福岡ソフトバンクホークス15回戦（福岡PayPayドーム）、「9番・指名打者」で先発出場
- 初打席：同上、3回表に石川柊太から見逃し三振
- 初安打：同上、7回表に石川柊太から中前安打

### 背番号
- 44（2022年[9] - ）